# Alexander Posey
Alexander Lawrence Posey (ur. 3 sierpnia 1873, zm. 28 kwietnia 1908) – amerykański polityk, dziennikarz, satyryk i poeta.

## Życiorys
Posey urodził się 3 sierpnia 1873, niedaleko miejscowości Eufaula w stanie Oklahoma. Legitymował się mieszanym pochodzeniem, szkocko-irlandzkim po ojcu i indiańskim po matce – był najstarszym z dwanaściorga dzieci Lawrence’a Hence’a Poseya i Nancy Phillips Posey (Pohas Harjo) z plemienia Muscogee Creek. Wyrastał w kulturze indiańskiej. W wieku szesnastu lat wstąpił na Indian University (obecnie Bacone College). W 1896 poślubił nauczycielkę Minnie Harris, z którą miał trójkę dzieci o imionach Yahola, Pachina i Wynema. Był superintendentem Creek Orphan Asylum pod Okmulgee i urzędnikiem Creek House of Warriors. W 1901 założył „Eufaula Indian Journal”, będący pierwszym codziennym czasopismem indiańskim. Pięć lat później został sekretarzem Sequoyah Convention, powołanej do napisania stanowej konstytucji. Zmarł tragicznie, porwany przez wody wzburzonej rzeki 28 kwietnia 1908. Ciało poety  zostało odnalezione dopiero po miesiącu. Został pochowany na Greenhill Cemetery w Muskogee. W 2009 w budynku stanowej legislatury Oklahomy uroczyście odsłonięto portret Alexandra Poseya.

## Twórczość
Alexander Lawrence Posey pisał wiersze i artykuły prasowe. Posługiwał się pseudonimem Chinnubbee Harjo. Drukował w Twin Territories: The Indian Magazine i w Eufaula Indian Journal. Był powszechnie znany jako autor Fus Fixico Letters, satyrycznych felietonów autorstwa fikcyjnego Fusa Fixica. W 1910 ukazały się The Poems of Alexander Lawrence Posey. Posey jest autorem takich wierszy jak July, Midsummer, Nightfall, Song Of The Oktahutchee, On Viewing The Skull And Bones Of A Wolf, Autumn i Ode To Sequoyah. W 1992 Daniel F. Littlefield wydał biografię poety zatytułowaną Alex Posey: Creek Poet, Journalist, and Humorist.